# Lindsaea societatis
Lindsaea societatis är en ormbunkeart som beskrevs av John William Moore. Lindsaea societatis ingår i släktet Lindsaea och familjen Lindsaeaceae. Inga underarter finns listade.